# Anomala lenticula
Anomala lenticula är en skalbaggsart som beskrevs av Benderitter 1928. Anomala lenticula ingår i släktet Anomala och familjen Rutelidae. Inga underarter finns listade i Catalogue of Life.